# 우주의 모양
물리 우주론에서 우주의 모양은 물리적 우주의 국소적 및 대역적 기하학이다. 우주 기하학의 국소적 특징은 주로 곡률로 설명되는 반면, 우주의 위상수학(topology)은 연속적인 객체로서 우주의 모양에 대한 일반적인 대역적 속성들을 설명한다.
공간 곡률은 중력의 영향으로 인해 시공간이 어떻게 휘어지는지를 설명하는 일반 상대성이론에 의해 설명된다. 공간적 위상수학은 그 곡률로부터 결정될 수 없는데, 이는 다른 위상적 불변성들을 부여받을 수 있는 국소적으로 구별할 수 없는 공간들이 존재한다는 사실 때문이다.
우주론자들은 관측 가능한 우주와 전체 우주를 구별하는데, 전자는 후자의 공 모양의 부분으로, 원칙적으로, 천문 관측들로 접근할 수 있다. 우주론 원리를 가정하면, 관측 가능한 우주는 모든 현대 유리한 시점들에서 유사하고, 그것은 우주론자들이 관측 가능한 우주를 연구한 정보만으로 전체 우주의 속성을 논의할 수 있도록 허용한다. 이 맥락에서 주요 논의는 우주가, 관측 가능한 우주처럼 유한한가, 또는 무한한가이다.
우주의 몇 가지 잠재적인 위상적 및 기하학적 특성들을 파악해야 한다. 그것의 위상적 특성화는 아직 미해결 문제로 남아 있다. 이러한 속성 중 일부는 다음과 같다.:
1. 유계성(우주가 유한한지 또는 무한한지)
2. 평평한(영의 곡률), 쌍곡면의(음의 곡률) 또는 구형의(양의 곡률)
3. 연결성: 우주가 어떻게 한 다양체로서 결합되는지, 즉,  한단일 연결 공간 또는 한 다중 연결 공간.

이러한 속성들 사이에는 특정한 논리적 연관성들이 있다. 예를 들어, 양의 곡률을 가진 우주는 반드시 유한한다.. 문헌에서는 보통 평평하거나 또는 음의 곡률을 가진 우주가 무한하다고 가정하지만, 그 위상이 자명한 것이 아니라면, 꼭 그럴 필요는 없다. 예를 들어, 3-원환체에 의하여 보여지듯이, 다중으로 연결된 공간은 평평하고 유한할 수 있다. 아직은, 단순히 연결된 공간의 경우, 평탄성은 무한을 의미한다.
우주의 모양은 물리 우주론에서 논쟁의 여지가 있는 한 문제이다. 이와 관련하여, 표준 거리 함수들 계열 내에서 해석된 다양한 독립적인 출처들(예: WMAP, BOOMERanG 및 플랑크 위성)의 실험 데이터는 밀도계수의 오차 범위가 0.4% 이내로 우주가 평평하다는 것을 의미한다. 단순 연결성 대 다중 연결성의 문제는 훨씬 더 불확실하며 또한 2023년 현재 천문 관측에 근거하여 아직 결정되지 않았다. 반면에, 충분히 큰 곡면 우주에서는 0이 아닌 곡률이 가능하다(구의 작은 부분이 평평하게 보이는 것과 유사). 이론가들은 연결성, 곡률, 경계와 관련된 (전체) 우주의 모양에 대한 한  공식적인 수학적 모형을 구축하기 위해 노력해 왔다. 공식적인 용어로는, 이것은 우주의 4차원 시공간에서 공간 단면(공변 좌표에)에 해당하는 3-다양체(3-manifold) 모형이다. 대부분의 이론가들이 사용하는 모형들의 계열은 프리드만-르메트르-로버트슨-워커(FLRW) 모형들이다. 관측 데이터가 지구 우주의 모양이 무한하고 또한 평평하다는 결론에 가장 잘 부합한다는 주장들이 제기되었지만, 그러나 그 데이터는 소위 푸앵카레 12면체 공간, 다중 연결 3-원환체(3-torus)와 또한 소콜로프-스타로빈스키 공간(쌍곡선 공간의 상 반공간 모형(upper half-space model)의 몫공간을 2차원 격자로 나눈 값) 등 다른 가능한 모양과도 일치한다.
물리 우주론은, 미분 방정식들로 표현된 한 물리적 그림인, 일반 상대성이론을 기반으로 한다. 그러므로, 우주의 국소적 기하학적 특성만 이론적으로 접근할 수 있다. 따라서, 아인슈타인의 장 방정식들은 국소적 기하학만 결정할 뿐 우주의 위상수학에 대해서는 전혀 언급하지 않는다. 현재에는, 이러한 대역적 특성을 해명할 수 있는 유일한 가능성은 관측 데이터, 특히 우주 마이크로파 배경(CMB)의 온도 구배 장의 요동(비등방성)들에 의존한다.

## 관측 가능한 우주의 모양
서론에서 언급했듯이, 고려해야 할 두 가지 측면이 있다:
1. 그것의 국소적 기하학, 이것은 우주,특히 관측 가능한 우주의 곡률과 대개 관련되며, 또한
2. 그것의 대역적 기하학, 이것은 우주 전체의 위상수학과 관련된다.

관측 가능한 우주는 어떤 관측점에서 465억 광년 동안 바깥쪽으로 뻗어 있는 구체로 생각할 수 있으며, 시간을 거슬러 올라가면 또한 멀리 볼수록 더 많이 적색편이된다. 이상적으로는, 대폭발(빅뱅)까지 계속 뒤돌아볼 수 있다; 실제로는, 그렇지만, 빛과 기타 전자기 복사를 사용하여 볼 수 있는 가장 멀리 있는 것은  우주 마이크로파 배경(CMB)이며, 그것은 그 이상은 불투명하기 때문이다. 실험적 조사들은 관측 가능한 우주는 등방성과 균질성에 매우 가깝다는 것을 보여 준다.
만일 관측 가능한 우주가 전체 우주를 포함한다면, 관측을 통해 전체 우주의 구조를 결정할 수 있다. 그렇지만, 만일 관측 가능한 우주가 전체 우주보다 작다면, 우리의 관측은 전체의 일부에만 국한되고, 우리는 측정을 통해 대역적 기하학을 결정하지 못할 수도 있다. 실험들을 통해서, 전체 우주의 대역적 기하학에 대한 다른 수학적 모형들을 구축하는 것이 가능한데, 그것들 모두가 현재 관측 데이터와 일치한다; 따라서 관측 가능한 우주가 대역적 우주와 동일한지, 또는 훨씬 여러 크기의 차수로 작은 크기인지 여부는 현재 알려지지 않았다. 우주는 일부 차원들에서는 작을 수도 있고 다른 차원들에서는 그렇지 않을 수도 있다(직육면체가 너비와 깊이 차원에서보다 길이 차원에서 더 긴 것과 유사). 주어진 수학적 모형이 우주를 정확하게 설명하는지 테스트하기 위해서, 과학자들은 한 모형의 새로운 의미들―우리가 아직 관측하지 않았지만 그 모형이 정확하다면 반드시 존재해야 하는 우주의 일부 현상들이 무엇인지―를 찾고 테스트하기 위한 실험들을 고안한다. 이러한 현상이 발생하는지 여부. 예를 들면, 만일 우주가 한 작은 닫힌 고리라면, 반드시 같은 시대의 이미지는 아니지만, 하늘에 있는 한 천체의 다중 이미지들을 볼 수 있을 것으로 예상할 수 있다.
우주론자들은 일반적으로 공변 좌표라고 하는 시공간의 한 주어진 공간꼴(space-like) 조각으로 작업하는데, 이것은 오늘날 물리 우주론에서 가능하고 또한 널리 받아들여지고 있는 선호되는 세트의 존재이다. 관측할 수 있는 시공간의 단면은 후방 광추(우주 광 지평선 내의 모든 지점, 주어진 관측자에게 도달하는 데 주어진 시간)이며, 한편 관련 용어인 허블 부피(Hubble volume)는 과거의 광추 또는 마지막 산란의 표면까지 공변하는 공간을 설명하는 데 사용할 수 있다. "우주의 모양(한 시점에서)"에 대해 말하는 것은 특수 상대성이론의 관점에서만 보면 존재론적으로 순진하다: 동시성의 상대성 때문에, 우리는 공간의 다른 지점들을 "같은 시점에" 존재한다거나 또는, 그러므로, "한 시점의 우주의 모양"이라고 말할 수는 없다. 그렇지만, 공변하는 좌표들(만일 잘 정의된다면)은 대폭발(빅뱅) 이후의 시간(CMB 기준으로 측정된)을 한 확실한 보편적 시간으로 사용함으로써 그들에게 한 엄밀한 의미를 제공한다.

## 우주의 곡률
곡률은 공간의 기하학이 평평한 공간의 기하학과 국소적으로 어떻게 다른지를 기술하는 한 양이다. 어떤 국소적 등방성 공간(isotropic space)(그리고 따라서 국소적 등방성 우주의)의 곡률은 다음 세 가지 경우들 중 하나에 해당한다:
1. 영의 곡률(평평한); 그려진 삼각형의 각의 합은 180°이고 피타고라스 정리가 성립한다; 이러한 3차원 공간은 유클리드 공간 E3에 의해 국소적으로 모델링된다.
2. 양의 곡률; 그려진 삼각형의 각의 합은 180°이상이다. 이러한 3차원 공간은 3차원 초구 S3의 영역에 의해 국소적으로 모델링된다.
3. 음의 곡률; 그려진 삼각형의 각의 합은 180°미만이다. 이러한 3차원 공간은 쌍곡공간 H3의 한 영역에 의해 국부적으로 모델링된다.

곡선 기하학은 비유클리드 기하학의 영역에 있다. 양의 곡선 공간의 예는 지구와 같은 구의 표면이다. 적도에서 극으로 그린 삼각형은 최소한 두 각이 90°이므로 세 각의 합이 180°보다 커진다. 음의 곡선 표면의 예는 안장이나 산길의 모양이다. 안장 표면에 그려진 삼각형은 각도의 합이 180°미만이 된다.

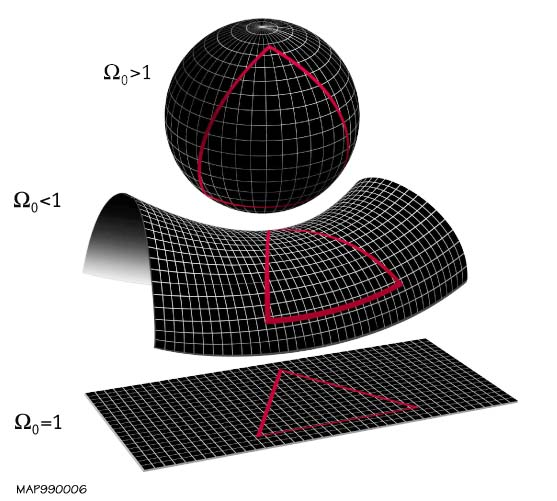
우주의 국소적 기하학은 밀도 매개변수 Ω가 1보다 크거나, 작거나, 또는 같은지 여부에 따라 결정된다.
위에서 아래로: Ω > 1인 한 구형 우주, 한 Ω < 1인 쌍곡선 우주, 그리고 한 평평한 우주. 2차원 표면의 이러한 묘사는 (국소적) 공간의 3차원 구조에 대해 쉽게 시각화할 수 있는 유사체들일 뿐이다.

일반 상대성이론은 질량과 에너지가 시공간의 곡률을 휘게 하며 또한 오메가(Ω)로 표시되는 밀도 매개변수라는 값을 사용하여 우주의 곡률을 결정하는 데 사용된다고 설명한다. 밀도 매개변수는 우주의 평균 밀도를 임계 에너지 밀도, 즉, 우주가 평평하기 위해 필요한 질량 에너지로 나눈 값이다. 다른 말로 하자면,
- 만일 Ω = 1이면, 우주는 평평하다.
- 만일 Ω > 1이면, 양의 곡률이 있다.
- 만일 Ω < 1이면, 음의 곡률이 있다.

이 Ω 을 실험적으로 계산하여 곡률을 두 가지 방법으로 결정할 수 있다. 하나는 우주의 모든 질량-에너지를 세어 평균 밀도를 취한 다음 그 평균을 임계 에너지 밀도로 나누는 것이다. 윌킨슨 마이크로파 비등방성 탐색기(WMAP)와 플랑크 위성의 데이터는 우주의 모든 질량 에너지의 세 가지 구성 요소들―정상 질량(중입자 물질 및 암흑 물질), 상대론적 입자(광자들과 중성미자)들) 및 암흑 에너지들 또는 우주 상수:
Ωmass ≈ 0.315±0.018
Ωrelativistic ≈ 9.24×10−5
ΩΛ ≈ 0.6817±0.0018
Ωtotal = Ωmass + Ωrelativistic + ΩΛ = 1.00±0.02
임계 밀도값의 실제 값은 ρcritical = 9.47×10−27 kg m−3으로 측정된다. 이 값으로부터, 실험 오차 내에서, 우주는 평평한 듯하다.
Ω를 측정하는 또 다른 방법은 관측 가능한 우주를 가로지르는 한 각도를 측정함으로써 기하학적으로 측정하는 것이다. 우리는 이것을 CMB를 사용하고 파워 스펙트럼과 온도 등방성을 측정함으로써 할 수 있다. 예를 들어, 너무나 커서 광속이 열 정보를 전달할 수 없기 때문에 열 평형 상태에 있지 않은 한 가스 구름을 찾는 것을 상상할 수 있다. 이 전파 속도를 알면, 우리는 그 가스 구름의 크기와 그 가스 구름까지의 거리를 알 수 있으며. 그러면 삼각형의 두 변을 갖고 또한 그 각도들을 결정할 수 있다. 이와 유사한 한 방법을 사용하여, BOOMERanG 실험은 Ωtotal ≈ 1.00±0.12 에 해당하는 실험 오차 내에서 180°로 각도들의 합을 결정했다.
이들 및 기타 천문학적 측정들은 공간 곡률을 영에 매우 가깝게 제한하지만, 그것의 부호를 제한하지는 않는다. 이것은 시공간의 국소적 기하학은 상대성 이론에 의해 시공간 간격들에 기초하여 생성되지만, 우리가 친숙한 유클리드 기하학으로써 3-공간을 근사화할 수 있음을 의미한다.
프리드만 방정식을 사용하는 프리드만-르메트르-로버트슨-워커(FLRW) 모형은 일반적으로 우주를 모델링하는 데 사용된다. FLRW 모형은 유체 역학의 수학, 즉 우주 내의 물질을 완전한 유체로 모델링하는 것을 기반으로 우주의 한 곡률을 제공한다. 별들과 질량 구조들은 "거의 FLRW" 모형에 도입될 수 있지만, 관측 가능한 우주의 국소적 기하학을 근사화하기 위해서는 한 엄격한 FLRW 모형이 사용된다. 이것을 말하는 또 다른 방법은 모든 형태의 암흑 에너지가 무시된다면, 우주의 곡률은 (은하들와 같은 '고밀도의' 천체들로 인한 왜곡보다는) 모든 물질이 고르게 분포되어 있다고 가정하고, 그 안에 있는 물질의 평균 밀도를 측정하여 결정할 수 있다는 것이다. 이 가정은 우주가 "약하게" 불균질하고 비등방성인  반면(우주의 거대구조 참조), 평균적으로는 균질하고 등방성이라는 관측들에 의해서 정당화된다.

## 대역적 우주 구조
대역적 구조는 전체 우주―관측 가능한 우주와 그 너머의 둘 다―기하학과 위상수학을 다룬다. 국소적 기하학이 대역적 기하학를 완전히 결정하지는 않지만, 특히 한 일정한 곡률의 어떤 기하학과 같은 가능성을 제한한다. 우주는 종종 위상학적 결함(topological defect)이 없는 측지선 다양체(geodesic manifold)로 간주된다; 이들 중 하나를 완화하면 그 분석이 상당히 복잡해진다. 대역적 기하학는 한 국소적 기하학에 한 위상수학을 더한 것이다. 그래서 한 위상수학만으로는 한 대역적 기하학을 제공하지 않는다: 예를 들면, 유클리드 3-공간과 쌍곡 3-공간은 동일한 위상수학을 갖지만 다른 대역적 기하학들을 갖는다.
서론에서 언급한 바와 같이, 우주의 대역적 구조에 대한 연구에서의 조사들은 다음 것들을 포함한다:
- 우주가 무한한지 또는 유한한지,
- 대역적 우주의 기하학이 평평한지, 양의 곡률인지, 또는 음의 곡률인지, 그리고,
- 위상수학이 초구처럼 단일 연결되어 있는지, 또는 다중 연결되어 있는지 여부 (예를 들어, 한 원환체같이).[16]

공간의 차원성-특히, 공간의 차원 수가 왜 3인지-에 대해 철학자에 의하여 수세기에 걸쳐 다루어졌다; 2016년에, 물리학자들은, 헬름홀츠 자유 에너지(Helmholtz free energy)의 최적화를 포함하는, 열역학 제2법칙 때문일지도 모른다고 제안했다.

### 무한한 또는 유한한
현재 우주에 대한 답이 없는 질문 중 하나는 우주가 무한한지 또는 유한한지 여부이다. 직관적으로, 유한한 우주는 한 유한한 부피를 가지고 있으며, 그것은 예를 들어, 이론상으로는 유한한 양의 물질로 채워질 수 있는 반면, 무한한 우주는 비유계이고  또한 어떤 숫자의 부피로도 채울 수 없다는 것이 이해될 수 있다. 수학적으로, 우주가 무한한가 또는 유한한가에 대한 질문은 유계성(boundedness)으로 언급된다. 무한한 우주 (비유계 거리 함수 공간)은 임의로 멀리 떨어져 있는 점이 있음을 의미한다: 어떤 거리 d 에 대해서, 적어도 d 만큼 떨어져 있는 점들이 있다. 유한 우주는 유계 거리 공간으로, 거기에서는 모든 점들이 서로의 거리 d 내에 있도록 하는 거리 d 가 있다. 그러한 가장 작은 d 를 우주의 지름이라고 불리며, 이 경우 우주는 한 잘 정의된 "부피" 또는 "규모"를 갖는다.

#### 경계가 있거나 없는
유한한 우주를 가정할 때, 우주는 가장자리를 가질 수도 있고 없을 수도 있다. 많은 유한한 수학적 공간들, 예를 들어 한 원판에는 한 가장자리 또는 경계가 있다. 한 가장자리를 갖는 공간들은, 개념적으로나 수학적으로나 둘 다 다루기 어렵다. 즉, 그러한 우주의 가장자리에서 어떤 일이 일어날지 말하기는 매우 어렵다. 이러한 이유로, 한 가장자리가 있는 공간들은 전형적으로 고려 대상에서 제외된다.
그렇지만, 3차원 초구 및 3-원환체과 같이 가장자리가 없는 유한한 공간이 많이 있다. 수학적으로 이러한 공간을 경계가 없이 콤팩트하다고 한다. 콤팩트라는 용어는 범위가 유한하고("유계인") 또한 완비된 것을 의미한다. "경계가 없는"라는 용어는 공간에 가장자리가 없음을 의미한다. 게다가, 미적분학을 적용될 수 있는, 일반적으로 우주는 미분 다양체로 가정된다. 경계가 없이 컴팩트하고 미분할 수 있는, 이러한 모든 속성들을 소유한 수학적 대상은, 닫힌 다양체로 용어화 된다. 3차원 초구 및 3-원환체는 둘 다 닫힌 다양체들이다.
만일 공간이 무한하다면(평평하고, 단순하게 연결된), CMB 복사의 온도 섭동들은 모든 규모들에 존재할 것이다. 만일, 그렇지만, 공간이 유한하다면 공간의 크기보다 큰 파장들이 누락될 수 있다. NASA의 WMAP 및 ESA의 플랑크와 같은 인공위성으로 만든 CMB 섭동 스펙트럼 지도는 거대한 척도들에서 누락된 섭동들이 놀라울 정도로 많다는 것을 보여주었다.
관측된 CMB 요동들의 특성들은 우주의 크기를 넘어서는 규모들에서 한 '누락된 힘'을 보여준다. 그것은 우리 우주가 다중-연결되고 또한 유한하다는 것을 의미할 것이다. CMB의 스펙트럼은 한 거대한 3-원환체, 모든 3차원들에서 서로 연결된 한 우주와 훨씬 더 잘 어울린다.

### 곡률
우주의 곡률은 위상수학에 제약을 가한다. 만일 구면기하학이 구형, 즉, 양의 곡률을 갖으면, 그 위상수학은 콤팩트하다. 한 평평한(영의 곡률) 또는 쌍곡선(음의 곡률) 공간 기하학의 경우, 그 위상수학은 콤팩트하거나 또는 무한할 수 있다.< 많은 교과서들에서는 한 평평한 우주가 한 무한한 우주를 의미한다고 잘못 서술한다; 그렇지만, 올바른 서술은 또한 단일 연결된 한 평평한 우주가 어떤 무한한 우주를 의미한다는 것이다. 예를 들어, 유클리드 공간은 평평하고 단일 연결되어 있고 또한 무한하지만, 반면에 평평하고 다중 연결되어 있으며 유한하고 또한 콤팩트한 원환체들이 있다. .
일반적으로 리만 기하학의 국소 대 대역 정리(local to global theorem)들은 국소적 기하학을 대역적 기하학과 관련시킨다. 만일 그 국소적 기하학이 일정한 곡률을 가지면, 기하화 추측에 기술된 것처럼, 대역적 기하학은 매우 제한된다.
최신 연구에 따르면 우주 곡률 매개변수의 실제 값이 10−4보다 작으면 가장 강력한 미래 실험들(예: SKA 같은)도 평평하고, 열린 그리고 닫힌 우주를 구별할 수 없다. 만일 우주 곡률 매개변수의 실제 값이 10-3보다 크다면, 지금이라도 이 세 가지 모형들을 구별할 수 있다.
2018년에 발표된, 플랑크 임무의 최종 결과에 따르면, 우주론 곡률 매개변수, 1 − Ω = ΩK = −Kc2/a2H2는 0.0007±0.0019로 평평한 우주와 일치한다.  (즉. 양의 곡률: K = +1, ΩK < 0, Ω > 1, 음의 곡률: K = −1, ΩK > 0, Ω < 1, 영의 곡률: K = 0, ΩK = 0, Ω = 1).

#### 곡률이 영인 우주
곡률이 영인 어떤 우주에서는, 그 국소적 기하학은 평평하다. 가장 명백한 대역적 구조는 범위가 무한한 유클리드 공간의 구조이다. 범위가 유한한 평평한 우주들은 원환면과 클라인 병을 포함된다. 더욱이, 3차원에는, 10개의 유한 닫힌 평평한 3-다양체들이 있으며, 그 중 6개는 방향을 줄 수 있고(orientable) 또한 4개는 방향을 줄수 없다(non-orientable). 이것이 비버바흐 다양체(Bieberbach manifold)들이다. 가장 친숙한 것은 앞서 언급한 3-원환체 우주이다.
암흑 에너지가 없는 상태에서는, 한 평평한 우주는 영원히 팽창하지만 그러나 계속해서 감속하는 속도로 팽창하며 팽창은 점근적으로 영에 가까워진다. 암흑 에너지를 더불어서는, 우주의 팽창 속도는 중력의 영향으로 처음에는 느려지지만, 그러나 결국에는 증가한다. 그 우주의 궁극적인 운명은 한 열린 우주의 운명과 같다.
어떤 평평한 우주는 총 에너지 영(zero total energy)을 가질 수 있다.

#### 곡률이 양인 우주
한 양으로 휘어진 우주는 타원기하학으로 기술되며, 3차원 초구, 또는 일부 다른 초구형 3-다양체(spherical 3-manifold)(푸앵카레 12면체 공간(Poincaré dodecahedral space)과 같은)로 생각할 수 있으며, 이들 모두는 3차원 초구의 몫공간들이다.
푸앵카레 12면체 공간(Poincaré dodecahedral space)은 한 양으로 굽어진 공간으로, 구어체로 "축구공 모양"으로 설명되는데, 그것은 축구공의 대칭인 이십면체 대칭(Icosahedral symmetry)에 매우 가까운 이진 이십이십면체 그룹(binary icosahedral group)에 의한 3차원 초구의 몫공간이기 때문이다. 이것은 장 피에르 루미넷Jean-Pierre Luminet와 동료들에 의해 2003년에 제안되었으며 또한 2008년에 그 모형을 위해서 하늘에서의 한 최적의 방향이 추정되었다.

#### 곡률이 음인 우주
한 쌍곡선 우주는, 음의 공간 곡률 중 하나로, 쌍곡기하학으로 기술되며, 또한 국소적으로는 한 무한히 확장된 안장 모양의 한 3차원 유사체로 생각될 수 있다. 쌍곡 3-다양체(hyperbolic 3-manifold)들은 매우 다양하며, 또한 그 분류가 완전히 이해되지 않는다. 유한 체적의 그것들은 모스토우 강성 정리(Mostow rigidity theorem)를 통해 이해될 수 있다. 쌍곡선 국소적 기하학의 경우는, 가능한 3차원 공간들의 대부분은 쌍곡기하학의 한 정규 모형인 유사구의 모양 때문에, 비공식적으로 "뿔 위상수학(horn topology)"이라고 불린다. 한 예는, 구어체로 "깔때기 모양"이라고 기술되는, 한 음으로 구부러진 공간인 피카드 뿔(Picard horn)이다.
우주론자들이 우주를 "열려 있다" 또는 "닫혀 있다"고 말할 때, 그들은 가장 일반적으로 곡률이 음수인지 또는 양수인지를 언급한다. 이러한 열린과 닫힌의 의미는 위상 공간에서 집합에 사용되는 열린과 닫힌의 수학적 의미와 다르며, 열린 및 닫힌 다양체의 수학적 의미는 모호함과 혼란을 야기한다. 수학에는, 닫힌 다양체(closed manifold, 경계가 없이 콤팩트한)와 열린 다양체(open manifold, 콤팩트하지 않고 또한 경계가 없는)들에 대한 정의들이 있다. "닫힌 우주"는 필연적으로 닫힌 다양체이다. "열린 우주"는 한 닫히거나 또는 열린 다양체일 수 있다. 예를 들어  프리드만-르메트르-로버트슨-워커(FLRW) 모형에서 우주는 경계들이 없는 것으로 간주되며, 이 경우 "컴팩트한 우주"는 한 닫힌 다양체인 어떤 우주를 기술할 수 있었다.

#### 밀른 모형(쌍곡선적 팽창)
구부러진 시공간(curved spacetime) 개념에 의존하지 않고 민코프스키 공간 기반의 특수 상대성이론을 우주 팽창에 적용하면 밀른Milne 모형에 귀착한다. 일정한 나이(빅뱅에서 경과한 고유시간)의 우주 공간은 음의 곡률을 가진다; 이것은 평평한 유클리드 공간의 동심 구면들이 어떻든 휘어졌다라는 것과 유사한 유사유클리드(pseudo-Euclidean) 기하학적 사실에 불과하다. 이 모형의 공간 기하학은 유계가 아닌 쌍곡공간이다. 
이 모형의 전체 우주는 민코프스키 시공간에 내재시켜서 모델링할 수 있는데, 이 경우 우주는 민코프스키 시공간의 미래 광추 내부에 포함된다. 이 경우 밀른 모형은 광추의 미래 내부이며 또한 광추 자체가 대폭발(빅뱅)이다.
밀른 모형 내에서 좌표 시간의 어떤 주어진 순간 t > 0 에 대해 (빅뱅이 t = 0 을 갖는다고 가정하면), 민코프스키 시공간에서 상수 t' 에서 우주의 모든 단면은 반지름 c t = c t' 인 한 구에 의해서 경계지어진다. 
한 구 안에 "포함된" 어떤 무한 우주의 명백한 역설은 밀른 모형의 좌표계들과 그것이 내재된 민코프스키 시공간 간의 불일치의 한 효과이다.
이 모형은 본질적으로 Ω = 0 에 대한 한 퇴화(degenerate) FLRW이다. 그것은 그렇게 큰 음의 공간 곡률을 확실히 배제하는 관측들과 양립할 수 없다. 그렇지만, 중력장들(또는 중력자들)이 작용할 수 있는 한 배경으로서, 미분동형사상(diffeomorphism) 불변성으로 인해, 거시적 규모의 공간은, 아인슈타인 방정식들의 어떤 다른 (열린) 해와도 동일하다.

## 같이 보기
- 더시터르 공간
- 에크파이로틱 우주 – 5차원의 브레인(brane) 모양의 우주를 묘사하는 끈 이론 관련의 우주론적 모형; 5차원에서 두 개의 막이 충돌할 때 우주가 발생했다고 설명하는 대폭발 모형의 하나의 대안
- 끈 이론의 추가 차원 - 모두 콤팩트 위상수학을 포함하는 6개 또는 7개의 추가 공간꼴space-like 차원들
- 우주 중심의 역사(History of the center of the Universe) - 역사의 측면
- 홀로그래피 원리 – 유계 영역 내부의 물리학은 영역 경계의 물리학에 의해 완전히 포착된다.
- 우주론의 역설 목록(List of paradoxes of cosmology) – 위키백과 목록 기사
- 가우스의 빼어난 정리(Theorema Egregium) – 미분기하학 정리 - 가우스가 발견한 "빼어난 정리"로 표면에 내재적 곡률 개념이 있음을 보여준다. 이것은 리만이 곡률의 (내재적) 개념을 고차원 공간으로 일반화하는 데 사용된다.
- 우주의 3-원환체 모형(3-torus)
- 제로-에너지 우주(Zero-energy universe) - 우주의 총 에너지량이 정확히 영이라는 가설